# Haminoea navicula
Haminoea navicula é uma espécie de molusco pertencente à família Haminoeidae.
A autoridade científica da espécie é da Costa, tendo sido descrita no ano de 1778.
Trata-se de uma espécie presente no território português, incluindo a zona económica exclusiva.